# Roland Ladrière
Pour les articles homonymes, voir Ladrière.
Roland Ladrière est un poète et traducteur littéraire belge né à Louvain le 1er août 1948. Après des études de droit et de philosophie, il exerce les professions d'avocat et de conseiller juridique. Il est l'auteur de recueils poétiques, de livres d'artistes, de récits et de textes critiques. Parmi ses traductions de la poésie italienne contemporaine, il signe en 2021 une version complète des Œuvres poétiques de Salvatore Quasimodo, prix Nobel en 1959.

### Poésie
- Encres & tremblé, Clichy, Corlevour, 2024[4].
- Un refuge chez Vermeer, précédé de Le détail pur dans l’indistinct, Châtelineau, Le Taillis Pré, 2019[5].
- Inconnaissance éblouie, suivi de La ville reflétée, Clichy, Corlevour, 2015.
- Hors la Graine, séisme, Ayeneux, Tétras Lyre, 1998.

### Traductions
- Elisa Biagini, Filaments, Le Taillis Pré, 2022.
- Silvia Bre, « Borromini Francesco, Tombeau », Arpa, no 133,‎ 2022.
- Salvatore Quasimodo, Œuvres poétiques, Corlevour, 2021[6].
- Raffaele Crovi, « Dix en amour », Arpa, no 131,‎ 2021.
- Elisa Biagini, Depuis une fissure, Amiens, Cadastre8zéro, 2017 (prix Nunc de poésie étrangère 2018)[7].
- Franco Marcoaldi, Pièges, Le Taillis Pré, 2016.
- Giuliano Scabia, « Ascension de la montagne Etna avec vision du feu », Nunc,‎ 2016.
- Franco Marcoaldi, Le temps désormais compté, Corlevour, 2013.
- Sergio Corazzini, « Désolation du pauvre poète sentimental », Le Journal des Poètes, no 1,‎ 2012.

### Essais
- Le regard éclairé, t. II, Le Taillis Pré, 2020, « L’art poétique de Quasimodo ».
- Parcours dans le texte littéraire, Besançon, Presses universitaires de Franche-Comté, 2018, « Le flux et l’instant. Arrêts sur images ».
- Transferts artistiques, Rencontres Orient-Occident, Louvain-la-Neuve, Academia-L’Harmattan, 2014, « La poésie française à la recherche des formes : la source asiatique ».